# Francesco Maria di Lorena
Francesco Maria di Lorena (Parigi, 4 aprile 1624 – Parigi, 19 gennaio 1694) fu un nobile francese e membro del Casato di Lorena. Era noto come prince de Lillebonne. Era anche Duca di Joyeuse.

## Biografia
Francesco Maria nacque da Carlo di Lorena, Duca d'Elbeuf e da sua moglie Caterina Enrichetta di Borbone, Légitimée de France, figlia legittimata di Enrico IV di Francia e di Gabrielle d'Estrées. Era il quarto figlio della coppia ed il più giovane. Durante la sua gioventù, era noto come Conte di Lillebonne, in seguito si designò Principe. Gli fu venduta la Contea di Lillebonne nel 1692 da suo nipote Henri, Duca d'Elbeuf che aveva recentemente perso suo padre Carlo di Lorena.
Membro del Casato di Guisa, fondato da Claudio I di Guisa, era un Principe di Lorena, come discendente in linea maschile di Renato II di Lorena. A corte, egli, come i membri della famiglia Lorena, deteneva il rango di prince étranger, un rango che era immediatamente sotto a quello della Famiglia Reale ed i Principi del Sangue.
I suoi cugini di primo grado includono lo Chevalier de Lorraine (amante di Filippo I, Duca d'Orléans) ed il Conte d'Armagnac; i cugini materni includono Luigi XIV di Francia e il summenzionato Duca d'Orléans.
Fu capitano di cavalleria in un reggimento del Cardinale Mazzarino. Prestò servizio durante la Guerra dei trent'anni prendendo parte all'Assedio di Lleida nel 1644 e, l'anno successivo nella Battaglia di Nördlingen nella quale rimase ferito (anche suo fratello Carlo III, Duca d'Elbeuf prestò servizio in questa battaglia). Un buon militare, combatté, in seguito, contro la Spagna prima del matrimonio tra Luigi XIV di Francia e Maria Teresa d'Austria, che cementò la pace fra le due nazioni.
Si sposò due volte, per prima il 3 settembre 1658 con Christine d'Estrées, figlia di François Annibal d'Estrées. La coppia non ebbe figli e Christine morì nel dicembre 1658. Si sposò nuovamente il 7 ottobre 1660, con sua cugina Anna di Lorena, figlia di Carlo IV, Duca di Lorena. Come regalo di nozze il Duca di Lorena diede a sua figlia l'Hôtel de Beauvau in seguito rinominato Hôtel de Lillebonne, a (Nancy). Si sposarono nella Abbaye Saint-Pierre de Montmartre.

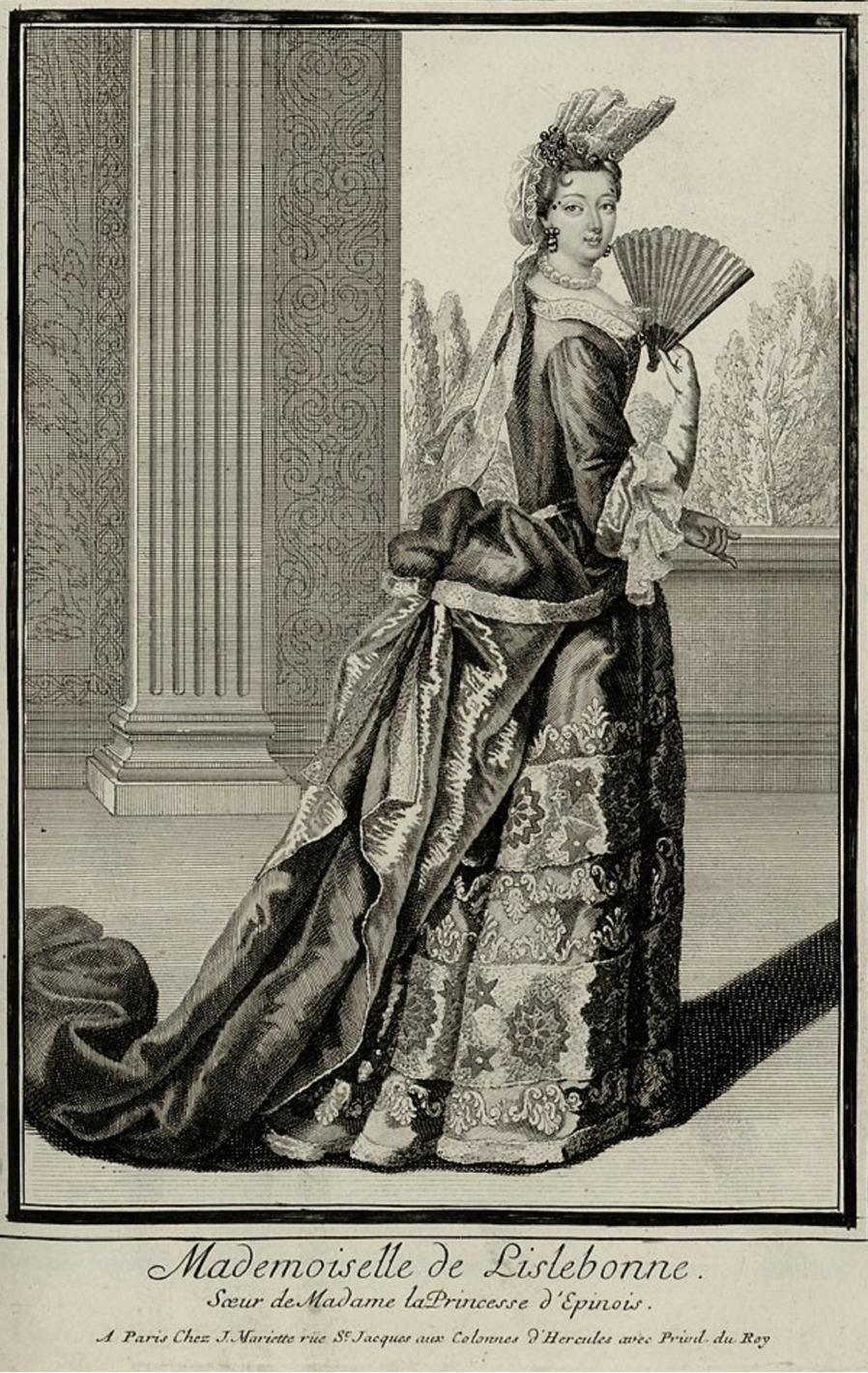
Disegno raffigurante sua figlia Mademoiselle de Lillebonne.

Suo cognato fu Carlo Enrico di Lorena, prince de Vaudémont, figlio di Carlo IV, Duca di Lorena e della moglie segreta, Béatrix de Cusance.
Suo figlio maggiore, il Principe di Commercy, morì in battaglia nel 1702; sua figlia maggiore, Béatrice Hiéronyme, diventò Badessa della prestigiosa Abbazia di Remiremont. L'alta sua figlia, Elisabetta, sposò il Principe d'Epinoy; Elisabetta fu la madre di Anne Julie de Melun, moglie di Jules de Rohan ed un'antenata della princesse de Condé, della princesse de Guéméné e del duca d'Enghien, che fu giustiziato in un fossato del Castello di Vincennes nel marzo 1804.
Francesco Maria di Lorena morì a Parigi all'età di sessantanove anni, sua moglie gli sopravvisse per ventisei anni.

## Figli
- Carlo Francesco di Lorena, Principe di Commercy (11 luglio 1661–15 agosto 1702) celibe, morì durante la Battaglia di Luzzara nei pressi di Riva di Suzzara, al confine tra le odierne province di Mantova e di Reggio Emilia.
- Beatrice Geronima di Lorena, Mademoiselle de Lillebonne, Badessa di Remiremont;
- Teresa di Lorena (12 maggio 1663–17 settembre 1671) morì nell'infanzia;
- Maria Francesca di Lorena (28 maggio 1666–10 maggio 1669) morì nell'infanzia;
- Elisabetta Teresa di Lorena, Mademoiselle de Commercy (5 aprile 1664–7 marzo 1748) sposò Luigi I di Melun, fu la madre di Luigi II di Melun, duca di Joyeuse e principe d'Epinoy, e di Anne Julie de Melun, princesse de Soubise;
- Sebastiana di Lorena (19 aprile 1667–15 agosto 1669) morì nell'infanzia;
- Giovanna Francesca di Lorena (6 settembre 1668–1680) morì nell'infanzia;
- Enrico Luigi di Lorena (26 ottobre 1669–17 marzo 1670) morì nell'infanzia;
- Giovanni Paolo di Lorena (10 giugno 1672–29 luglio 1693) morì nella Battaglia di Landen, senza figli.

## Ascendenza
|                              |                            |                                    | Genitori                       |  |  | Nonni |  |  | Bisnonni         |  |  | Trisnonni       |  |
|                              |                            |                                    |                                |  |  |       |  |  | René II d'Elbeuf |  |  | Claude de Guise |  |
|                              |                            |                                    |                                |  |  |       |  |  | René II d'Elbeuf |  |  | Claude de Guise |  |
|                              |                            | Antoinette de Bourbon-Vendôme      |                                |  |  |       |  |  | René II d'Elbeuf |  |  |                 |  |
| Charles I d'Elbeuf           |                            |                                    |                                |  |  |       |  |  | René II d'Elbeuf |  |  |                 |  |
|                              |                            | Louise de Rieux                    | Claude de Rieux                |  |  |       |  |  |                  |  |  |                 |  |
|                              |                            | Louise de Rieux                    | Claude de Rieux                |  |  |       |  |  |                  |  |  |                 |  |
|                              |                            | Louise de Rieux                    | Suzanne de Bourbon-Montpensier |  |  |       |  |  |                  |  |  |                 |  |
| Charles II d'Elbeuf          |                            | Louise de Rieux                    |                                |  |  |       |  |  |                  |  |  |                 |  |
|                              |                            | Léonor de Chabot                   | Philippe de Chabot             |  |  |       |  |  |                  |  |  |                 |  |
|                              |                            | Léonor de Chabot                   | Philippe de Chabot             |  |  |       |  |  |                  |  |  |                 |  |
|                              |                            | Léonor de Chabot                   | Françoise de Longwy            |  |  |       |  |  |                  |  |  |                 |  |
| Marguerite de Chabot         |                            | Léonor de Chabot                   |                                |  |  |       |  |  |                  |  |  |                 |  |
|                              |                            | Françoise de Rye                   | Joachim de Rye                 |  |  |       |  |  |                  |  |  |                 |  |
|                              |                            | Françoise de Rye                   | Joachim de Rye                 |  |  |       |  |  |                  |  |  |                 |  |
|                              |                            | Françoise de Rye                   | Antoinette de Longvy           |  |  |       |  |  |                  |  |  |                 |  |
| François-Marie de Lorraine   |                            | Françoise de Rye                   |                                |  |  |       |  |  |                  |  |  |                 |  |
|                              | Antoine de Bourbon-Vendôme | Charles IV de Bourbon-Vendôme      |                                |  |  |       |  |  |                  |  |  |                 |  |
|                              | Antoine de Bourbon-Vendôme | Charles IV de Bourbon-Vendôme      |                                |  |  |       |  |  |                  |  |  |                 |  |
|                              | Antoine de Bourbon-Vendôme | Françoise d'Alençon                |                                |  |  |       |  |  |                  |  |  |                 |  |
| Henri IV de France           | Antoine de Bourbon-Vendôme |                                    |                                |  |  |       |  |  |                  |  |  |                 |  |
|                              |                            | Jeanne III de Navarre              | Henri II de Navarre            |  |  |       |  |  |                  |  |  |                 |  |
|                              |                            | Jeanne III de Navarre              | Henri II de Navarre            |  |  |       |  |  |                  |  |  |                 |  |
|                              |                            | Jeanne III de Navarre              | Marguerite d'Angoulême         |  |  |       |  |  |                  |  |  |                 |  |
| Catherine de Bourbon-Vendôme |                            | Jeanne III de Navarre              |                                |  |  |       |  |  |                  |  |  |                 |  |
|                              |                            | Antoine d'Estrées                  | Jean I d'Estrées               |  |  |       |  |  |                  |  |  |                 |  |
|                              |                            | Antoine d'Estrées                  | Jean I d'Estrées               |  |  |       |  |  |                  |  |  |                 |  |
|                              |                            | Antoine d'Estrées                  | Catherine de Bourbon-Vendôme   |  |  |       |  |  |                  |  |  |                 |  |
| Gabrielle d'Estrées          |                            | Antoine d'Estrées                  |                                |  |  |       |  |  |                  |  |  |                 |  |
|                              |                            | Françoise Babou de La Bourdaisière | Jean Babou de La Bourdaisère   |  |  |       |  |  |                  |  |  |                 |  |
|                              |                            | Françoise Babou de La Bourdaisière | Jean Babou de La Bourdaisère   |  |  |       |  |  |                  |  |  |                 |  |
|                              |                            | Françoise Babou de La Bourdaisière | Françoise Robertet             |  |  |       |  |  |                  |  |  |                 |  |
|                              |                            | Françoise Babou de La Bourdaisière |                                |  |  |       |  |  |                  |  |  |                 |  |